# Glaucofânio

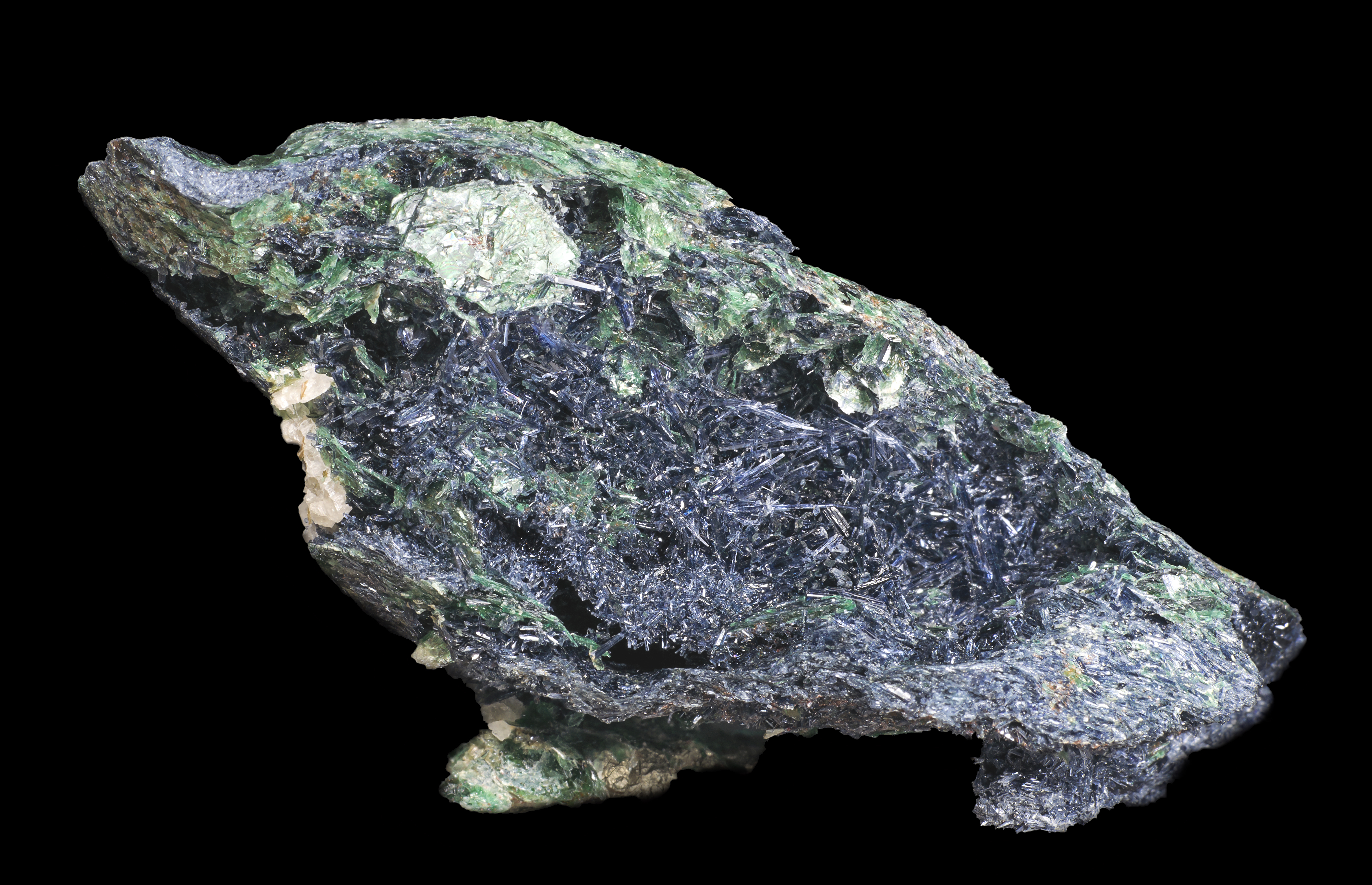
Glaucofânio

Glaucofânio, glaucofano ou glaucofana é um mineral aluminossilicato de sódio, magnésio e ferro do grupo dos anfibólios monoclínicos. Possui cor geralmente azulada e ocorre em xistos cristalinos como produto de metamorfismo sobre rochas ígneas sódicas. Esta associada ao metamorfismo de alta pressão denominada xisto azul e ocorrem em zonas de subducção, a altas profundidades. Logo, trata-se de um mineral geobarômetro.